# Blond Ambition World Tour
Blond Ambition World Tour (ou Blond Ambition World Tour 90) foi a terceira turnê da cantora estadunidense Madonna, feita em suporte ao seu quarto álbum de estúdio Like a Prayer e a trilha sonora do filme Dick Tracy, I'm Breathless. A turnê foi oficialmente anunciada como Blond Ambition World Tour em 16 de novembro de 1989 pela Sire Records, percorrendo arenas e estádios pela Ásia, América do Norte e Europa ao longo de 57 concertos, começando em 13 de abril de 1990 no Chiba Marine Stadium em Chiba, Tóquio, e encerrando-se em 5 de agosto do mesmo ano no Stade Charles-Erhmann em Nice, França. A banda belga Technotronic serviu como ato de abertura em todos os shows.
A digressão seria originalmente intitulada Like a Prayer World Tour e patrocinada pela Pepsi, com quem Madonna havia assinado um contrato milionário para a divulgação da faixa homônima e de um dos produtos da empresa num comercial. Entretanto, após o lançamento de seu polêmico vídeo musical, que ocasionou protestos religiosos e tentativas de boicote à companhia e suas subsidiárias, o acordo foi cancelado. A Blond Ambition World Tour foi dirigida pela própria cantora e contou com a direção de arte de seu irmão, Christopher Ciccone, figurinos concebidos por Jean-Paul Gaultier e coreografia realizada por Vincent Paterson. O palco custou cerca de US$ 2 milhões para ser construído, além de mais de cem pessoas para montá-lo e 18 caminhões para transportar o equipamento; com dimensões de 26 metros e 16,2 centímetros, tinha como peça central uma grande plataforma hidráulica, a partir da qual Madonna surgia. Ensaios ocorreram nos Walt Disney Studios em Burbank, Califórnia.
Com o objetivo de "quebrar tabus inúteis", os espetáculos foram divididos em cinco segmentos, inspirados por moda e arquitetura dos anos 1920, 1930 e 1940: Metropolis, inspirado pelo filme homônimo de 1927; Religious, tocando em temas religiosos; Dick Tracy, com características do longa-metragem de mesmo nome e de cabarés; Art Deco, inspirado pelos primeiros filmes de Hollywood e trabalhos de Tamara de Lempicka; e o bis, incluindo duas músicas. A turnê foi recebida com análises positivas de críticos de música e entretenimento, que destacaram a sua natureza teatral e a presença de palco da cantora, embora alguns tenham ficado divididos em relação à sua produção exagerada e o uso do playback. Recebeu o prêmio de "Produção Mais Criativa de Cenário" no Pollstar Awards em 1990. Foi bem sucedida comercialmente, vendendo 800 mil ingressos e lucrando US$ 62,7 milhões, o que fez de Madonna a segunda artista de maior sucesso em turnês à época, atrás de Michael Jackson.
A Blond Ambition World Tour foi marcada por controvérsias acerca de seu teor sexual e católico, em especial na Itália, onde organizações religiosas protestaram e condenaram tanto o show quanto a cantora e o Papa João Paulo II clamou por boicote. Os protestos foram bem sucedidos, com uma das três apresentações sendo cancelada. Em Toronto, a polícia ameaçou prender a cantora caso não ocorressem mudanças na apresentação de "Like a Virgin", onde Madonna simulava masturbação. Diversos concertos foram gravados e transmitidos, como a última apresentação da turnê, realizada em Nice, exibida pela HBO ao vivo e posteriormente lançada oficialmente como Blond Ambition World Tour Live, rendendo à cantora seu primeiro Grammy Award. Um documentário intitulado Madonna: Truth or Dare, foi lançado em 1991 mostrando os bastidores da turnê. A Blond Ambition World Tour foi observada por uma série de críticos e estudiosos como um marco nos espetáculos pop por sua teatralidade, grandeza, moda e apresentações, sendo frequentemente creditada como a responsável por mudar a maneira em que shows eram realizados e notada como inspiração em trabalhos de artistas subsequentes.

## Antecedentes
Em janeiro de 1989, a Pepsi-Cola fechou um contrato de US$ 5 milhões com Madonna para que a mesma estrelasse em um comercial televisivo promovendo tanto a empresa quanto seu próximo single "Like a Prayer". O acordo também abrangeu a Pepsi como patrocinadora oficial da próxima turnê mundial da cantora, inicialmente anunciada como "Like a Prayer World Tour". Madonna tinha a intenção de incluir "Like a Prayer" na propaganda antes do lançamento oficial da canção, uma abordagem inovadora na indústria da música. A Pepsi também se beneficiou ao associar seu produto a Madonna, gerando assim promoção mútua. O comercial, intitulado "Make a Wish", estreou durante a transmissão global da 31.ª edição anual dos Grammy Awards em 12 de fevereiro de 1989, alcançando uma audiência de cerca de 250 milhões de pessoas. No dia seguinte, o videoclipe de "Like a Prayer" estreou no canal MTV. Grupos religiosos, incluindo o Vaticano, protestaram contra Madonna pelo uso de símbolos cristãos no vídeo, como cruzes queimadas e por beijar um santo negro, acusando-a de blasfêmia. Isso levou a um boicote as subsidiárias da Pepsi e da PepsiCo. Como resposta, a empresa retirou o comercial do ar e cancelou o contrato de patrocínio com a cantora.
A Sire Records anunciou oficialmente a Blond Ambition World Tour em 16 de novembro de 1989, e a apresentação de Madonna de "Express Yourself" no MTV Video Music Awards de 1989 foi considerada uma "prévia" do que estava por vir. A cantora caracterizou a excursão como "muito mais teatral do que qualquer coisa que eu já fiz [...] Eu sei que não sou a melhor cantora e sei que não sou a melhor dançarina. Entretanto, posso irritar as pessoas e ser tão provocativa quanto eu quiser. O objetivo da turnê é acabar com tabus inúteis". O repertório da digressão foi composto principalmente pelas canções do álbum Like a Prayer, e da trilha sonora I'm Breathless, do filme Dick Tracy.

## Desenvolvimento

### Concepção e ensaios

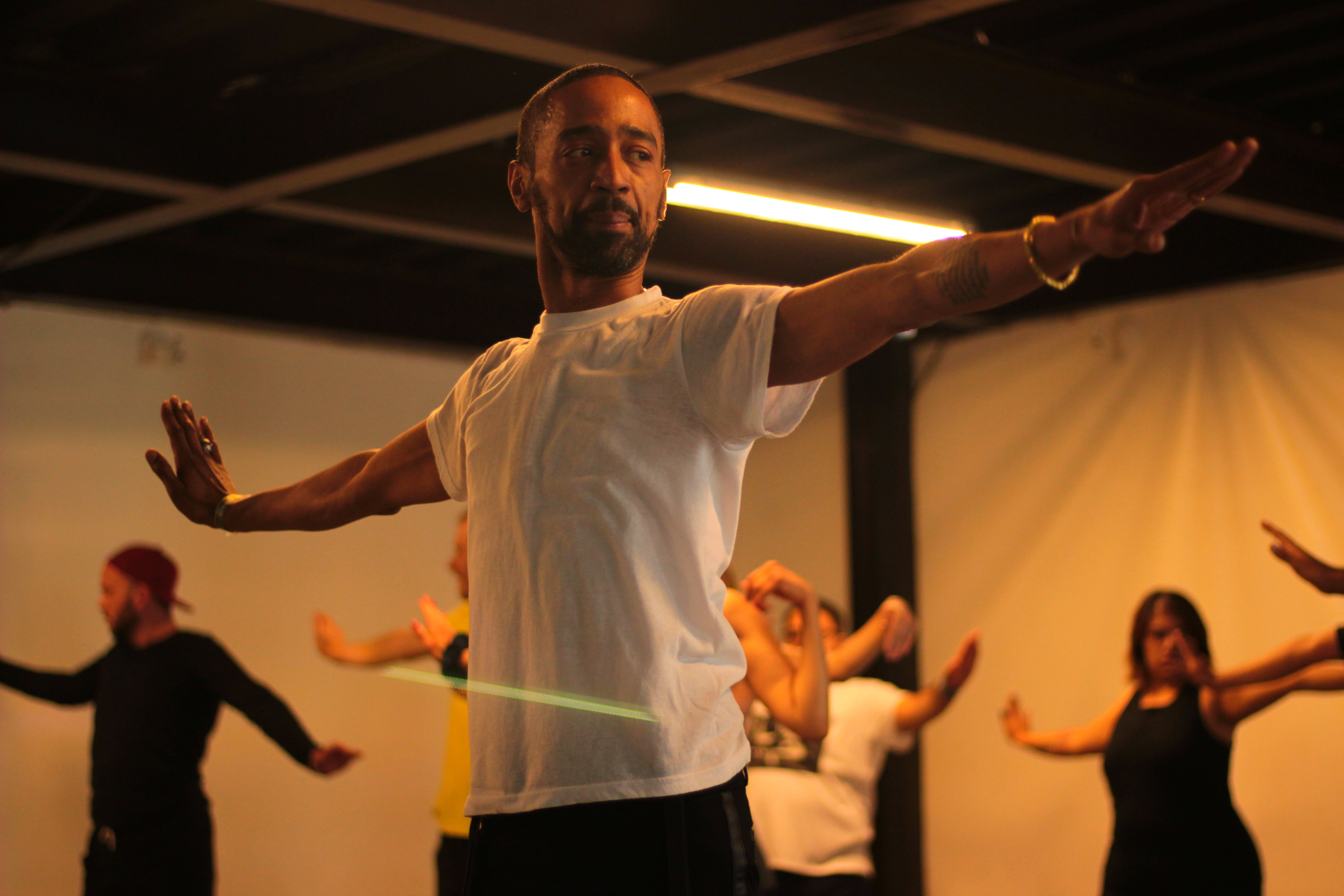
José Gutierez Xtravaganza (foto) foi um dos primeiros dançarinos escolhidos para a turnê.

Conforme descrito por J. Randy Taraborrelli, Madonna exercia um "domínio absoluto sobre praticamente todos os elementos da turnê". Christopher Ciccone, irmão da cantora, foi selecionado como diretor artístico da excursão. Em sua autobiografia, Life with My Sister Madonna, declarou que Madonna o convidou para vesti-la, mas também lhe pediu para dirigir e criar o cenário do show. A equipe também consistia em sete dançarinos, duas vocalistas de apoio e oito músicos. Vincent Paterson, a quem a cantora conheceu durante a gravação do comercial da Pepsi, foi escolhido como coreógrafo. As audições para dançarinos ocorreram em Nova Iorque e Los Angeles, onde a coreógrafa Karole Armitage procurava "dançarinos ousados", como anunciado na revista Daily Variety, excluindo "fracotes e aspirantes". Luis Camacho e Jose Gutierez Xtravaganza que trabalharam com Madonna no vídeo de "Vogue", foram os primeiros escolhidos, sendo convidados para uma audição informal na boate Tracks após enviarem uma videotape. Após o seu teste, Carlton Wilborn foi também escolhido para se encontrar com a artista numa boate. Descrevendo a atmosfera dos ensaios como semelhante a um "campo de treinamento", comentando que ela estava "procurando por pessoas muito confiantes – os melhores dos melhores – então eu estava bastante ciente de como estava me apresentando. Quando eu fui selecionado, eu sabia que era uma grande oportunidade". Madonna escolheu outros dançarinos, como Oliver Crumes, Kevin Stea, Gabriel Trupin e Salim Gauwloos, tendo a intenção de integrar moda e elementos da Broadway, ao invés de focar apenas na música, como observado por Paterson.
Para permitir maiores movimentos enquanto dançasse e cantasse, Madonna usou um microfone headset de radiofrequência e sem fio, anexado aos ouvidos ou ao topo da cabeça e a cápsula do microfone presa num cabo que estendia à altura da boca. Por causa de seu uso proeminente, o design do microfone ficou conhecido como o "microfone da Madonna". Outros profissionais contratados incluíram John Draper como gerente da turnê, Mike Grizel como road manager, e Chris Lamb da GLS Productions como gerente de produção. Além disso, os ensaios da excursão ocorreram nos estúdios da Walt Disney em Burbank, na Califórnia.

### Figurinos e palco
Quando Madonna me ligou em 1989, dois dias antes do meu desfile, pensei que fosse uma brincadeira da minha assistente. Eu era um grande fã. Ela me pediu para fazer o figurino da turnê, com especificações claras – um terno listrado e um espartilho. Madonna aprecia a combinação entre o masculino e o feminino nas minhas roupas. Foi uma série de incertezas, entre "não, sim, não, sim, não".

– O designer Jean Paul Gaultier falando sobre colaboração com cantora em entrevista para o The New York Times.
A cantora entrou em contato com o estilista francês Jean Paul Gaultier para criar os figurinos da turnê, cativada por sua "irreverência e humor", e enviou-lhe uma carta escrita à mão solicitando seus designs. Gaultier aceitou com alegria, afirmando que admirava Madonna e seu estilo ousado. Ambos levaram três meses para finalizar os detalhes dos trajes, encontrando-se no Carlyle Hotel em Nova Iorque, e em locais adicionais como o restaurante Bofinger em Paris, o Balajo Club, a boate Zoopsie e o Théâtre Equestre Zingaro. Gaultier descreveu esse período como extremamente estressante, relatando ter consumido "350 aspirinas e ter elaborado 1.500 esboços" antes de a cantora aprovar seus projetos. Niki Haris, cantora de apoio e dançarina da turnê, relembrou que Madonna sempre priorizava as roupas e os sapatos. Foram produzidos dois corpetes com copas cônicas, um em cor de pêssego e outro em dourado sólido. Gaultier teve a ideia quando criança, ao ver um espartilho em uma exposição com sua avó, apaixonando-se pela cor da pele, o cetim salmão e a renda, e "o sutiã cônico dourado foi uma extensão dessa inspiração". Outros figurinos criados incluíam um terno com listras, um espartilho listrado nas cores verde e branco no estilo vaudeville, um mini-vestido preto decorado com a ave de pelúcia marabu, além de uma batina preta com crucifixo neon. Cada peça foi costurada duas vezes com fios elásticos para evitar incidentes. Nos concertos realizados na Ásia e América do Norte, a cantora usou um aplique de rabo de cavalo sintético, substituído por um penteado encaracolado na etapa europeia.
A construção do palco foi de aproximadamente US$ 2 milhões. Possuía dimensões de 26 metros e 16,2 centímetros e necessitava de mais de cem pessoas para montá-lo, além de 18 caminhões para transportá-lo. Também apresentava uma plataforma hidráulica gigante, na qual Madonna subia no início de cada apresentação. O espetáculo era dividido em diferentes blocos, cada um com a própria temática e definição específica. A cantora e seu irmão se inspiraram na moda e arquitetura das décadas de 1920, 1930 e 1940 para criar os designs de cada ato. O primeiro, inspirado no filme Metropolis (1927) e no videoclipe de "Express Yourself", apresentava funis com fumaça, tubulações de aço, cabos suspensos e uma escada central. Seguidamente, as cortinas caem e a cantora é vista em uma cama escarlate. No terceiro ato, de temática religiosa, destacavam-se um grande arco de colunas coríntias e velas votivas. O quarto e último segmento, tinha elementos cênicos inspirados nos arranha-céus de estilo Art déco, com uma grande escada semicircular e cenários inspirados nas obras de Tamara de Lempicka. Além de conter itens, como um piano de cauda e uma enorme cruz iluminada com luzes roxas e laranja. A banda belga Technotronic foi selecionada como ato de abertura da tunê.

## Sinopse do concerto
O concerto é dividido em cinco segmentos distintos: Metropolis, Religious, Dick Tracy, Art Deco e um bis. Inicia-se com "Express Yourself", contendo elementos de "Everybody" durante sua introdução. Sete dançarinos se apresentam no palco antes de Madonna aparecer. A mesma utiliza um terno listrado e um dos espartilhos desenhados por Gaultier, e é acompanhada pelas vocalistas de apoio, Niki Haris e Donna De Lory, enquanto realiza uma coreografia com simulações sexuais. "Open Your Heart" é apresentada logo após, com Madonna coreografando o número em uma cadeira ao lado do dançarino Oliver Crumes. Em "Causing a Commotion", a cantora usa uma jaqueta colorida de ciclismo e entretém-se com Haris e De Lory. O segmento é finalizado com uma apresentação coreografada da canção "Where's the Party".
A segunda seção começa com "Like a Virgin", sendo executada com um arranjo orquestral com influências árabes, onde Madonna se deita sobre uma cama escarlate e é acariciada por dois dançarinos. Seguidamente, a cantora se debate freneticamente sobre a peça de mobília, fingindo também se masturbar. Tal é seguida por uma interpretação de "Like a Prayer", onde Madonna usa uma túnica preta e se ajoelha na frente do palco. Seguia-se então um medley das canções "Live to Tell" e "Oh Father", ambas cantados em um genuflexório, com o dançarino Carlton Wilborn ao fundo vestido como um padre. O ato termina com uma apresentação energética de "Papa Don't Preach". Para o terceiro segmento, Madonna usa um espartilho listrado, e deita-se sobre um piano de cauda e interpreta "Sooner or Later". Esta é seguida por "Hanky Panky", ao lado de Haris e De Lory. Ao final da apresentação, a cantora se dirige ao público, dizendo: "Todo mundo aqui conhece os prazeres de umas boas palmadas, não é? Quando machuco as pessoas, me sinto melhor, entendem o que digo?". O bloco se encerra com um número coreografado de "Now I'm Following You" junto ao bailarino Salim "Slam" Gauwloos, vestido como o personagem Dick Tracy.
O penúltimo ato é iniciado com Madonna cantando "Material Girl" e caracterizada como uma típica dona de casa dos subúrbios estadunidenses, utilizando um roupão bordado e bobes no cabelo. Logo depois, é executada "Cherish" onde a intérprete começa a tocar harpa ao lado de três dançarinos vestidos como tritões. A seção se encerra com "Into the Groove" e "Vogue", onde a cantora usa um sutiã esportivo preto com shorts de laicra. Madonna então apresenta um bis de duas canções, "Holiday", usando um figurino de arlequim; e na música de encerramento, "Keep It Together", que inicia-se com elementos de "Family Affair" da banda Sly & the Family Stone. Os dançarinos aparecem vestidos com trajes semelhantes aos do filme A Clockwork Orange (1970) em um cenário composto por cadeiras. Ao final da apresentação, a cantora fica sozinha no palco e repete constantemente as palavras: "Mantenham as pessoas unidas para sempre".

## Análise da crítica
A turnê obteve análises positivas de críticos musicais. O autor de Madonna: An Intimate Biography, J. Randy Taraborrelli escreveu que "números de dança ousadamente sensuais e momentos de imaginária religiosa misturavam-se para compor uma fantasia em ritmo acelerado, cuidadosamente coreografada". A mesma nota foi dada por Barry Waters, da Rolling Stone. Em publicação ao Los Angeles Times, Robert Hilburn afirmou: "A turnê Blond Ambition de Madonna apresenta um conceito sofisticado, coreografia semelhante às da da Broadway e estrutura suficiente para impressionar um público curioso". Ron Miller, do Pittsburgh Press, descreveu o espetáculo como "grandioso, extravagante, repleto de números coreografados e com constantes trocas de figurinos". David Hinckley do mesmo veículo comparou-o a uma "produção extravagante e energética da Broadway". Em resenha ao show realizado no dia 7 de maio de 1990, na Reunion Arena em Dallas, Tom Maurstad opinou que "não foi bem um concerto, mas sim uma extravagância musical"; não obstante, criticou a cantora por confundir Dallas com Houston ao se dirigir ao público. Peter Buckley, autor de The Rough Guide to Rock, elogiou a produção, ressaltando a criatividade das apresentações. Montgomery Brower e Todd Gold, ambos críticos da People, descreveram a digressão como "algo incrível de 105 minutos em virtude de suas polêmicas. Scott Anderson, da revista Gay Times, opinou que, "apesar da vivacidade do palco e da coreografia elaborada, o concerto ainda mantinha uma sensação de crueza, ludicidade e espontaneidade". Richard Harrington, escrevendo para o jornal The Washington Post, disse que a "[Blond Ambition] foi uma versão ao vivo dos videoclipes que consolidaram Madonna".
Frank DeCaro, do Newsday, comparou o concerto a uma noite energética nas discotecas Roxy NYC, Pyramid Club e Studio 54. John LeLand, da mesma publicação, opinou "embora muitos esperassem que o evento fosse algo ultrajante, a maioria das pessoas no Nassau Coliseum naquela noite não ficou escandalizada. Em vez disso, pareciam estar mais entusiasmadas do que aborrecidas". Enquanto, a jornalista Sujata Massey destacou as apresentações como "cativantes", os figurinos e a "envolvente" interação de Madonna. Outra avaliação elogiosa veio do Chicago Tribune, com o revisor Greg Kot considerando que "Madonna foi o destaque da noite, sendo não apenas uma artista, mas também uma dançarina, filósofa e comediante, tornando a noite memorável com sua presença multifacetada". Em conclusão, Kot afirmou que a produção da digressão era excepcional; "Todas as 18 canções do repertório foram bem coreografadas, e até a iluminação, encenação e os figurinos estavam incríveis". Já o periódico The New York Times fez uma revisão mista, apontando o uso do playback e afirmando que cantora "preferia dublar do que arriscar a errar uma nota. O que tornava o show entediante". Três anos depois, o mesmo veículo afirmou que, com a turnê, Madonna se tornou o símbolo sexual não convencional do pop, descrevendo sua abordagem como "orgulhosamente insinuante". Uma matéria do El País, escrita por Luis Hidalgo, comentou que a "principal incógnita é se Madonna está cantando ao vivo integralmente ou não [...] A falta de sinais de esforços vocais reforçam a suspeita, embora seja fortemente negada pela organização". Sobre o ato Dick Tracy, a autora britânica Lucy O'Brien, descreveu-o como a "parte menos dinâmica do show". Além disso, a Blond Ambition World Tour venceu o troféu de "Produção Mais Criativa de Cenário" no Pollstar Awards em 1990, e também recebeu uma nomeação a categoria de "Maior Turnê do Ano".

## Recepção comercial
Com a turnê, Madonna apresentou-se para cerca de 800 mil espectadores, e arrecadou inicialmente US$ 19 milhões. Os três primeiros concertos no Chiba Marine Stadium atraíram, cada um, 35 mil pessoas, arrecadando US$ 4,5 milhões. No Japão, os ingressos para os nove shows se esgotaram em poucos dias após serem disponibilizados, gerando US$ 37 milhões. Na América do Norte, a pré-venda dos ingressos gerou US$ 14 milhões em apenas duas horas, com 482.832 entradas vendidas. As primeiras quatro datas na região arrecadaram entorno de US$ 1.5 milhão. Em Los Angeles, a turnê quebrou recordes no Memorial Sports Arena ao vender todos os tickets dos três primeiros concertos em 45 minutos e lucrar US$ 456.720, tornando-se o evento musical de maior bilheteria da arena. Os lucros do último show realizado em East Rutherford, estimado em US$ 300 mil, foram doados à organização sem fins lucrativos amfAR; além da cantora dedicar o espetáculo ao seu amigo, Keith Haring, que morreu por complicações do vírus da AIDS.
A turnê também foi bem-sucedida na Europa, com 30 mil espectadores presentes no único concerto em Roma. Na Espanha, os ingressos começaram a ser vendidos em 11 de junho de 1990, custando entre 1.200 e 4000 pesetas. O espetáculo em Madrid atraiu 50 mil pessoas, enquanto em Vigo foram vendidos 23 mil dos 40 mil ingressos disponíveis. Além disso, o concerto em Gotemburgo teve um público recorde de 55 mil espectadores. Após a sua conclusão, foi divulgado que a Blond Ambition World Tour arrecadou um total de US$ 62,7 milhões em 57 concertos. A Billboard divulgou que parte dos lucros da digressão seriam doados ao Cities In Schools, organização que combate o abandono escolar. Madonna foi a segunda artista solo mais bem-sucedida da época, ficando atrás apenas de Michael Jackson.

## Controvérsias

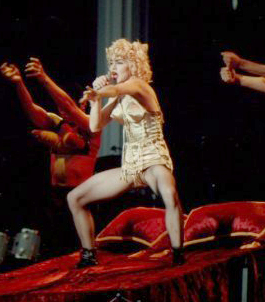
Em Toronto, a polícia local ameaçou prender a cantora devido à simulação de masturbação em "Like a Virgin".

A Blond Ambition World Tour gerou controvérsia por suas representações sexuais e religiosas. Na Itália, uma associação católica pediu o boicote dos concertos em Roma e Turim, e o Papa João Paulo II aconselhou a comunidade cristã e o público em geral a não comparecer, afirmando ser "um dos espetáculos mais satânicos da história da humanidade". O jornal diário da Cidade do Vaticano, L'Osservatore Romano, referiu-se às apresentações como "pecaminosas" e "blasfemas"; enquanto a associação conservadora Famiglia Domani descreveu a turnê como "deplorável" e criticou o erotismo constante. Madonna defendeu a si mesma e sua turnê em uma coletiva de imprensa no Aeroporto Leonardo da Vinci-Fiumicino em Roma, declarando: "Sou ítalo-americana,
e com muito orgulho... A turnê não ofende ninguém; é destinada a mentes abertas e apresenta uma nova perspectiva sobre a sexualidade. E, como no teatro, debate, incita ideias e conduz a uma jornada emocional, retratando o bem e o mal, luz e escuridão, alegria e tristeza, redenção e salvação". Contudo, os protestos surtiram efeito, resultando no cancelamento de um segundo concerto no Stadio Flaminio por causa da baixa venda de ingressos e da ameaça de greve geral dos sindicatos. O periódico romano Il Messaggero minimizou a controvérsia com uma análise mista, destacando na manchete que foi "muito barulho por nada".
Em Toronto, a turnê enfrentou problemas devido ao seu conteúdo explícito. No primeiro concerto no SkyDome, em 27 de maio, a polícia local ameaçou prender a cantora por "encenação obscena e indecente", especialmente pela simulação de masturbação durante a apresentação de "Like a Virgin". Segundo a Rolling Stone, nenhuma denúncia foi feita após o gerente da turnê declarar aos policiais: "Cancele o espetáculo e terá que explicar o motivo a 30 mil pessoas". O show continuou como planejado, e Madonna iniciou perguntando ao público: "Vocês acreditam na expressão artística e na liberdade de expressão?". Depois, declarou que estava disposta a ser presa a fim de defender a liberdade de "se expressar como artista". Frank Bergen, policial à época, comentou que as denúncias foram feitas por oficial aposentado e um advogado de "cargo influente". Também discordou da representação da polícia como "verdadeiros idiotas" no documentário Madonna: Truth or Dare, afirmando que os profissionais não estavam agindo daquela maneira. Kevin Stea, um dos dançarinos, disse que a equipe da turnê estava disposta a ser presa, recordando o acontecimento como "marcante".

## Gravações e transmissões
O último concerto da turnê realizado em Nice, na França, foi gravado e transmitido na HBO sob o título de Live! Madonna: Blond Ambition World Tour 90. Os direitos do especial foram adquiridos por US$ 1 milhão, e divulgado como "a maior popstar da América em uma apresentação ao vivo via satélite de um dos maiores eventos da música pop do verão". Segundo o Chicago Tribune, o canal queria se diferenciar do concorrente Showtime e optou por não fazer um especial pay-per-view. A transmissão foi assistida por 4.5 milhões de espectadores, estabelecendo-se na época como a atração de maior audiência da HBO. Ao ser televisionado, o especial foi considerado excessivamente sensual e, durante o concerto, Madonna disse aos espectadores: "Sabem o que tenho a dizer aos Estados Unidos? Tenham um maldito senso de humor, certo?". Posteriormente, o registro foi lançado em LaserDisc; conferindo à artista sua primeira vitória no Grammy Awards – onde recebeu o troféu de "Melhor Filme Musical". Um segundo registro em vídeo da turnê, intitulado Blond Ambition – Japan Tour 90, foi gravado em Yokohama e distribuído exclusivamente no Japão. Além disso, a TVE gravou e transmitiu o espetáculo realizado em Barcelona em 30 países através do seu sinal internacional. O L'Osservatore Romano considerou que a exibição foi uma transgressão do "bom senso, bom gosto e decência". Na Inglaterra, a BBC Radio 1 emitiu o show que ocorreu no Wembley Stadium e gerou polêmica devido aos palavrões que Madonna disse ao vivo.
Um documentário que apresenta os bastidores da turnê, Madonna: Truth or Dare, foi dirigido por Alek Keshishian e lançado nos cinemas em 10 de maio de 1991, arrecadando mais de US$ 15 milhões. A cantora conversou com Keshishian sobre um especial sobre a turnê a ser exibido na HBO. O mesmo, notou que o ambiente nos bastidores lembravam "uma família disfuncional das películas de Fellini" e convenceu Madonna a fazer um filme sobre isso, incluindo algumas apresentações musicais. A obra recebeu análises geralmente positivas da mídia especializada; Peter Travers, da Rolling Stone, escreveu que "talvez você não goste de Madonna em Truth or Dare, mas vai admirá-la como uma força da natureza". Esteve no topo da lista do The Guardian dos 20 melhores documentários musicais. No entanto, Madonna foi indicada ao Framboesa de Ouro de Pior Atriz. O documentário foi distribuído em home video pela Live Entertainment em 9 de outubro de 1991. Outro registro, intitulado Strike a Pose, sobre a vida dos dançarinos após o término da turnê estreou no Festival Internacional de Cinema de Berlim em 2016.

## Legado
[A] Blond Ambition World Tour definiu um padrão para os espetáculos subsequentes, com seu impacto perdurando até hoje. Sua influência é evidente em produções pop contemporâneas: como a divisão de canções em segmentos temáticos; múltiplas trocas de figurino; cenários dinâmicos; dançarinos de apoio, interlúdios e elementos gráficos. Foi um ensinamento magistral sobre entretenimento do século XXI, apresentado uma década antes do milênio.

– Mark Elliott, do portal UDiscoverMusic, sobre a turnê.
A Blond Ambition se destacou por seus figurinos e teatralidade, algo incomum para as turnês daquela época. Drew Mackie, da People, afirmou que "a Blond Ambition alterou o cenário da cultura pop". O show, dividido em cinco segmentos temáticos, foi de acordo com o autor "uma concepção brilhante para aquele período". Lucy O'Brien notou que a cantora havia explorado as formas do teatro musical na Who's That Girl World Tour (1987), mas foi na Blond Ambition que "a arte, o espetáculo e a dança realmente se uniram pela primeira vez". Courtney E. Smith, em seu livro Record Collecting for Girls: Unleashing Your Inner Music Nerd, One Album at a Time, destaca que "[a turnê] mudou as expectativas do público em concertos pop. Sendo reconhecida até mesmo por quem não esteve presente". O coreógrafo Vincent Paterson recordou que Madonna "desejava desafiar todos os tabus, explorando tópicos como sexualidade e religião". Luis Camacho expressou que a cantora buscava elevar o espetáculo a um "nível teatral", integrando arte e proporcionando ao público uma experiência completa. Scott Anderson concluiu que a Blond Ambition Tour "alterou o modo como os artistas se apresentavam em estádios e arenas". De acordo com Christopher Rosa, do VH1, a turnê "consolidou o nível de Madonna como uma artista inovadora e extraordinária". Em publicação ao The Advocate, Gina Vivinetto assegurou que a Blond Ambition foi a melhor turnê de Madonna, destacando que, até então, não se tinha noção do potencial de um concerto ao vivo. Na publicação dos 35 melhores concertos dos últimos anos, da revista Spin, classificou-se em quinto lugar.
A turnê ainda foi incluída entre os "50 Maiores Concertos dos Últimos 50 Anos" da Rolling Stone. De maneira similar, figurou na lista dos "10 Melhores Espetáculos da História" da revista Q, com a redatora Sylvia Patterson comentando que "em 1990, Madonna não era apenas a mulher mais famosa do mundo, como também a maior artista pop. Sua terceira grande turnê, foi pioneira ao ter uma narrativa e cenários bem idealizados". A mesma nota foi dada por Jon O'Brien, da Billboard, notando que após a Blond Ambition o público passou a exigir mais do que apenas ouvir os sucessos de seus ídolos pop. Em 2022, Alim Kheraj do The Guardian, destacou que os números coreografados, a narrativa e os figurinos redefiniram os concertos pop contemporâneos, nomeando-a como umas das 50 digressões que mudaram a música. Os autores de The Madonna Connection: Representational Politics, Subcultural Identities, And Cultural Theory, Ramona Liera Schwichtenberg, Deidre Pribram, Dave Tetzlaff e Ron Scott, escreveram que com a Blond Ambition, Madonna "desafiou os tabus sexuais dominantes". Na publicação ao New Musical Express, El Hunt citou o impacto da digressão nos visuais de "S&M" de Rihanna, e "Side to Side" de Ariana Grande. Enquanto, o videoclipe de "Alejandro" de Lady Gaga, foi descrito como uma "carta de amor visual" a Madonna e a excursão. A Let's Get to It Tour (1991) de Kylie Minogue, foi criticada por suas semelhanças com a Blond Ambition, sendo considerada uma "paródia". Outros críticos notaram a influência de tal na Dangerous World Tour (1992–93) de Michael Jackson, e em apresentações ao vivo de artistas como Pink, Beyoncé, Lady Gaga, Katy Perry, Miley Cyrus, Marilyn Manson, Nicki Minaj e Justin Bieber. A equipe criativa de Avatar (2009), inspirada pela colocação do microfone de Madonna, colocaram câmeras próximas ao rosto dos atores para capturar com precisão seus movimentos faciais.
A turnê também teve impacto significativo na moda. No livro Fashion Details: 1,000 Ideas from Neckline to Waistline, Pockets to Pleats, Macarena San Martin descreveu o espartilho desenhado por Gaultier como "um símbolo emblemático da moda no início dos anos 90". Gregory DelliCarpini Jr. da Billboard, afirmou que o espartilho redefiniu a figura feminina e inspirou muitos estilistas a inovarem na criação de trajes íntimos. Enquanto, o The Daily Beast destaca a genialidade de tal de subverter a feminilidade convencional. A jornalista Nina Terrero admitiu que a cantora "marcou a indústria da moda" ao usar o figurino na turnê. O curador Harold Koda nota que, ao usar o corset, Madonna demostrava que controlar a própria imagem talvez modificasse as relações comportamentais entre o homem voyeurista e a objetificação sexual da mulher. Para Adam Geczy e Vicki Karaminas, a artista "se reinventou diversas vezes em uma única década", complementando que "antes dela, apenas Bowie havia se reinventado". O corpete também foi recriado para a MDNA Tour e Gaultier explicou que: "É uma homenagem em três dimensões do sutiã de cone da Blond Ambition, agora em couro metálico no interior e couro envernizado no exterior". Tal inspirou artistas contemporâneas como Lady Gaga, Katy Perry e Rihanna a recriarem o traje. Além disso, o rabo de cavalo usado pela cantora durante a turnê tornou-se tendência entre os fãs, com mulheres e homens aparecendo nos concertos com penteados semelhantes. Posteriormente, tanto o espartilho quanto o rabo de cavalo foram considerados por veículos midiáticos como alguns dos "visuais mais icônicos de Madonna"; sendo ainda referenciado no filme Hocus Pocus (1993), pela atriz Stephanie Faracy, e por Madonna na The Celebration Tour (2023–24). Mark Beaumont destacou que "o principal tabu que Madonna 'quebrou' com a digressão foi empoderar sua sexualidade".

## Repertório
Este é o repertório do concerto ocorrido em 5 de agosto de 1990 em Nice, França.
Bloco I: Metropolis
1. "Express Yourself" (contém elementos de "Everybody")
2. "Open Your Heart"
3. "Causing a Commotion"
4. "Where's the Party"

Bloco II: Religious
1. "Like a Virgin"
2. "Like a Prayer" (contém elementos de "Act of Contrition")
3. "Live to Tell" / "Oh Father"
4. "Papa Don't Preach"

Bloco III: Dick Tracy
1. "Sooner or Later"
2. "Hanky Panky"
3. "Now I'm Following You"

Bloco IV: Art Deco
1. "Material Girl"
2. "Cherish"
3. "Into the Groove" (contém elementos de "Ain't Nobody Better")
4. "Vogue"

Bloco V: Bis
1. "Holiday" (contém elementos de "(Are You Ready) Do the Bus Stop")
2. "Keep It Together" (contém elementos de "Family Affair")

## Datas
| Data (1990) | Cidade      | País  | Local                      | Ato de abertura | Público           | Receita |
| ----------- | ----------- | ----- | -------------------------- | --------------- | ----------------- | ------- |
| 13 de abril | Chiba       | Japão | Chiba Marine Stadium       | Technotronic    | 105.000 / 105.000 | —       |
| 14 de abril | Chiba       | Japão | Chiba Marine Stadium       | Technotronic    | 105.000 / 105.000 | —       |
| 15 de abril | Chiba       | Japão | Chiba Marine Stadium       | Technotronic    | 105.000 / 105.000 | —       |
| 20 de abril | Nishinomiya | Japão | Hankyu Nishinomiya Stadium | Technotronic    | —                 | —       |
| 21 de abril | Nishinomiya | Japão | Hankyu Nishinomiya Stadium | Technotronic    | —                 | —       |
| 22 de abril | Nishinomiya | Japão | Hankyu Nishinomiya Stadium | Technotronic    | —                 | —       |
| 25 de abril | Yokohama    | Japão | Yokohama Stadium           | Technotronic    | —                 | —       |
| 26 de abril | Yokohama    | Japão | Yokohama Stadium           | Technotronic    | —                 | —       |
| 27 de abril | Yokohama    | Japão | Yokohama Stadium           | Technotronic    | —                 | —       |

| Data (1990) | Cidade          | País           | Local                                 | Ato de abertura | Público         | Receita       |
| ----------- | --------------- | -------------- | ------------------------------------- | --------------- | --------------- | ------------- |
| 4 de maio   | Houston         | Estados Unidos | The Summit                            | Technotronic    | 31.427 / 31.427 | US$ 881.245   |
| 5 de maio   | Houston         | Estados Unidos | The Summit                            | Technotronic    | 31.427 / 31.427 | US$ 881.245   |
| 7 de maio   | Dallas          | Estados Unidos | Reunion Arena                         | Technotronic    | 29.503 / 29.503 | US$ 820.914   |
| 8 de maio   | Dallas          | Estados Unidos | Reunion Arena                         | Technotronic    | 29.503 / 29.503 | US$ 820.914   |
| 11 de maio  | Los Angeles     | Estados Unidos | Los Angeles Memorial Sports Arena     | Technotronic    | 77.217 / 77.217 | US$ 2.242.110 |
| 12 de maio  | Los Angeles     | Estados Unidos | Los Angeles Memorial Sports Arena     | Technotronic    | 77.217 / 77.217 | US$ 2.242.110 |
| 13 de maio  | Los Angeles     | Estados Unidos | Los Angeles Memorial Sports Arena     | Technotronic    | 77.217 / 77.217 | US$ 2.242.110 |
| 15 de maio  | Los Angeles     | Estados Unidos | Los Angeles Memorial Sports Arena     | Technotronic    | 77.217 / 77.217 | US$ 2.242.110 |
| 16 de maio  | Los Angeles     | Estados Unidos | Los Angeles Memorial Sports Arena     | Technotronic    | 77.217 / 77.217 | US$ 2.242.110 |
| 18 de maio  | Oakland         | Estados Unidos | Oakland–Alameda County Coliseum Arena | Technotronic    | 42.608 / 42.608 | US$ 1.278.245 |
| 19 de maio  | Oakland         | Estados Unidos | Oakland–Alameda County Coliseum Arena | Technotronic    | 42.608 / 42.608 | US$ 1.278.245 |
| 20 de maio  | Oakland         | Estados Unidos | Oakland–Alameda County Coliseum Arena | Technotronic    | 42.608 / 42.608 | US$ 1.278.245 |
| 23 de maio  | Rosemont        | Estados Unidos | Rosemont Horizon                      | Technotronic    | 33.954 / 33.954 | US$ 955.181   |
| 24 de maio  | Rosemont        | Estados Unidos | Rosemont Horizon                      | Technotronic    | 33.954 / 33.954 | US$ 955.181   |
| 27 de maio  | Toronto         | Canadá         | SkyDome                               | Technotronic    | 80.251 / 80.251 | US$ 2.146.733 |
| 28 de maio  | Toronto         | Canadá         | SkyDome                               | Technotronic    | 80.251 / 80.251 | US$ 2.146.733 |
| 29 de maio  | Toronto         | Canadá         | SkyDome                               | Technotronic    | 80.251 / 80.251 | US$ 2.146.733 |
| 31 de maio  | Auburn Hills    | Estados Undios | The Palace of Auburn Hills            | Technotronic    | 40.662 / 40.662 | US$ 1.199.529 |
| 1 de junho  | Auburn Hills    | Estados Undios | The Palace of Auburn Hills            | Technotronic    | 40.662 / 40.662 | US$ 1.199.529 |
| 4 de junho  | Worcester       | Estados Undios | Worcester Centrum                     | Technotronic    | 28.000 / 28.000 | US$ 776.767   |
| 5 de junho  | Worcester       | Estados Undios | Worcester Centrum                     | Technotronic    | 28.000 / 28.000 | US$ 776.767   |
| 8 de junho  | Landover        | Estados Undios | Capital Centre                        | Technotronic    | 32.295 / 32.295 | US$ 928.193   |
| 9 de junho  | Landover        | Estados Undios | Capital Centre                        | Technotronic    | 32.295 / 32.295 | US$ 928.193   |
| 11 de junho | Uniondale       | Estados Undios | Nassau Veterans Memorial Coliseum     | Technotronic    | 51.000 / 51.000 | US$ 1.530.000 |
| 12 de junho | Uniondale       | Estados Undios | Nassau Veterans Memorial Coliseum     | Technotronic    | 51.000 / 51.000 | US$ 1.530.000 |
| 13 de junho | Uniondale       | Estados Undios | Nassau Veterans Memorial Coliseum     | Technotronic    | 51.000 / 51.000 | US$ 1.530.000 |
| 16 de junho | Filadélfia      | Estados Undios | The Spectrum                          | Technotronic    | 34.821 / 34.821 | US$ 976.666   |
| 17 de junho | Filadélfia      | Estados Undios | The Spectrum                          | Technotronic    | 34.821 / 34.821 | US$ 976.666   |
| 20 de junho | East Rutherford | Estados Undios | Brendan Byrne Arena                   | Technotronic    | 75.000 / 75.000 | US$ 2.250.000 |
| 21 de junho | East Rutherford | Estados Undios | Brendan Byrne Arena                   | Technotronic    | 75.000 / 75.000 | US$ 2.250.000 |
| 24 de junho | East Rutherford | Estados Undios | Brendan Byrne Arena                   | Technotronic    | 75.000 / 75.000 | US$ 2.250.000 |
| 25 de junho | East Rutherford | Estados Undios | Brendan Byrne Arena                   | Technotronic    | 75.000 / 75.000 | US$ 2.250.000 |

| Data (1990) | Cidade     | País          | Local                            | Ato de abertura | Público                     | Receita        |
| ----------- | ---------- | ------------- | -------------------------------- | --------------- | --------------------------- | -------------- |
| 30 de junho | Gotemburgo | Suécia        | Eriksberg                        | Technotronic    | 55.000 / 55.000             | US$ 2.533.000  |
| 3 de julho  | Paris      | França        | Palais omnisports de Paris-Bercy | Technotronic    | —                           | —              |
| 4 de julho  | Paris      | França        | Palais omnisports de Paris-Bercy | Technotronic    | —                           | —              |
| 6 de julho  | Paris      | França        | Palais omnisports de Paris-Bercy | Technotronic    | —                           | —              |
| 10 de julho | Roma       | Itália        | Stadio Flaminio                  | Technotronic    | 30.000 / 30.000             | —              |
| 13 de julho | Turim      | Itália        | Stadio delle Alpi                | Technotronic    | —                           | —              |
| 15 de julho | Munique    | Alemanha      | Olympia-Reitstadion Riem         | Technotronic    | —                           | —              |
| 17 de julho | Dortmund   | Alemanha      | Westfalenhalle                   | Technotronic    | —                           | —              |
| 20 de julho | Londres    | Reino Unido   | Wembley Stadium                  | Technotronic    | 225.000 / 225.000           | US$ 2.578.625  |
| 21 de julho | Londres    | Reino Unido   | Wembley Stadium                  | Technotronic    | 225.000 / 225.000           | US$ 2.578.625  |
| 22 de julho | Londres    | Reino Unido   | Wembley Stadium                  | Technotronic    | 225.000 / 225.000           | US$ 2.578.625  |
| 24 de julho | Roterdã    | Países Baixos | Feyenoord Stadium                | Technotronic    | 40.000 / 45.000             | —              |
| 27 de julho | Madrid     | Espanha       | Estadio Vicente Calderón         | Technotronic    | 50.000 / 50.000             | —              |
| 29 de julho | Vigo       | Espanha       | Estadio Municipal de Balaídos    | Technotronic    | 23.000 / 40.000             | —              |
| 1 de agosto | Barcelona  | Espanha       | Estadi Olímpic de Montjuïc       | Technotronic    | —                           | —              |
| 5 de agosto | Nice       | França        | Stade Charles-Ehrmann            | Technotronic    | —                           | —              |
| Total       | Total      | Total         | Total                            | Total           | 1.045.772 / 1,062.772 (98%) | US$ 22.134.267 |

### Cancelamentos
| Data (1990) | Cidade          | País           | Local               | Motivo                               |
| ----------- | --------------- | -------------- | ------------------- | ------------------------------------ |
| 25 de maio  | Rosemont        | Estados Unidos | Rosemont Horizon    | Inflamação nas cordas vocais         |
| 6 de junho  | Worcester       | Estados Unidos | Worcester Centrum   | Inflamação nas cordas vocais         |
| 15 de junho | Filadélfia      | Estados Unidos | The Spectrum        | Inflamação nas cordas vocais         |
| 22 de junho | East Rutherford | Estados Unidos | Brendan Byrne Arena | Inflamação nas cordas vocais         |
| 11 de julho | Roma            | Itália         | Stadio Flaminio     | Protestos e baixa venda de ingressos |

## Créditos
O processo de elaboração da turnê atribuem os seguintes créditos pessoais:
| Banda - Madonna — idealização, vocalista principal - Niki Haris — vocais - Donna De Lory — vocais - Jai Winding — teclados - Kevin Kendrick — teclados - David Williams — guitarra - Darryl Jones — baixo - Jonathan Moffett — bateria - Luis Conte — percussão Dançarinos e coreógrafos - Luis Camacho — dançarino - Oliver Crumes — dançarino - Salim "Slam" Gauwloos — dançarino - Jose Gutierez Xtravaganza — dançarino - Kevin Stea — dançarino - Gabriel Trupin — dançarino - Carlton Wilborn — dançarino - Vincent Paterson — coreógrafo | Figurinos - Jean Paul Gaultier — designer - Marlene Stewart — figurinos adicionais Equipe - Madonna — direção - Christopher Ciccone — direção artística - Jai Winding — direção musical - Freddy DeMann — gestão pessoal - John Draper — gestão da turnê - Chris Lamb — gestão de produção - Mike Grizel — road manager - John McGraw — cenografia - Peter Morse — direção de iluminação - Joanne Gair — maquiagem, penteados - Julie Cherrow — massoterapeuta - Robert Parr — treinador pessoal - Pamela Gatell — ambientação - Liz Rosenberg — publicidade - Tom Hudak — gestão de palco - Mark Micoli — direção de vídeo |